# Shannon City (Iowa)
Shannon City es una ciudad ubicada en el condado de Union en el estado estadounidense de Iowa. En el Censo de 2010 tenía una población de 71 habitantes y una densidad poblacional de 66,22 personas por km².

## Geografía
Shannon City se encuentra ubicada en las coordenadas 40°53′56″N 94°15′49″O / 40.89889, -94.26361. Según la Oficina del Censo de los Estados Unidos, Shannon City tiene una superficie total de 1.07 km², de la cual 1.07 km² corresponden a tierra firme y (0.48%) 0.01 km² es agua.

## Demografía
Según el censo de 2010, había 71 personas residiendo en Shannon City. La densidad de población era de 66,22 hab./km². De los 71 habitantes, Shannon City estaba compuesto por el 98.59% blancos, el 0% eran afroamericanos, el 0% eran amerindios, el 0% eran asiáticos, el 0% eran isleños del Pacífico, el 0% eran de otras razas y el 1.41% pertenecían a dos o más razas. Del total de la población el 1.41% eran hispanos o latinos de cualquier raza.